# Gonçalo Abreu
Gonçalo Nuno da Silva Abreu (Funchal, 25 giugno 1986) è un ex calciatore portoghese, di ruolo attaccante.

## Carriera
Ha giocato nella massima serie dei campionati portoghese e cipriota.